# Westerhorn
Westerhorn er en by og en kommune i det nordlige Tyskland, beliggende i Amt Hörnerkirchen under Kreis Pinneberg. Kreis Pinneberg ligger i den sydlige del af delstaten Slesvig-Holsten.

## Geografi
Westerhorn ligger omkring 8 km nordvest for Barmstedt. Vandløbene Kremper Au og Westerhorner Bek løber gennem kommunen. Ud over Westerhorn ligger i kommunen landsbyen Dauenhof med station på jernbanen Hamborg-Altona - Neumünster - Kiel/Flensborg. Motorvejen A 23 ligger omkring tre km mod sydvest. Den planlagte A 20, der går fra A 7 ved Bad Bramstedt, nord for Westerhorn over Glückstadt og skal føres i tunnel under Elben mod Niedersachsen, kommer til at gå gennem kommunen.
Kommunen er præget af Winselmoor ved den nordvestlige kommunegrænse til Kreis Steinburg.